# Dryophylax paraguanae
Dryophylax paraguanae — вид змій родини полозових (Colubridae). Мешкає в Колумбії і Венесуелі. 

## Поширення і екологія
Dryophylax paraguanae мешкають на півночі Колумбії і заході Венесуели, зокрема на півостровах Гуахіра і Парагуана та на півночі басейну озера Маракайбо. Вони живуть в напівпустелях і сухих чагарникових заростях, поблизу води, іноді на полях. Активні переважно в присмерках, живляться амфібіями і ящірками.